# Rudi Bayerl

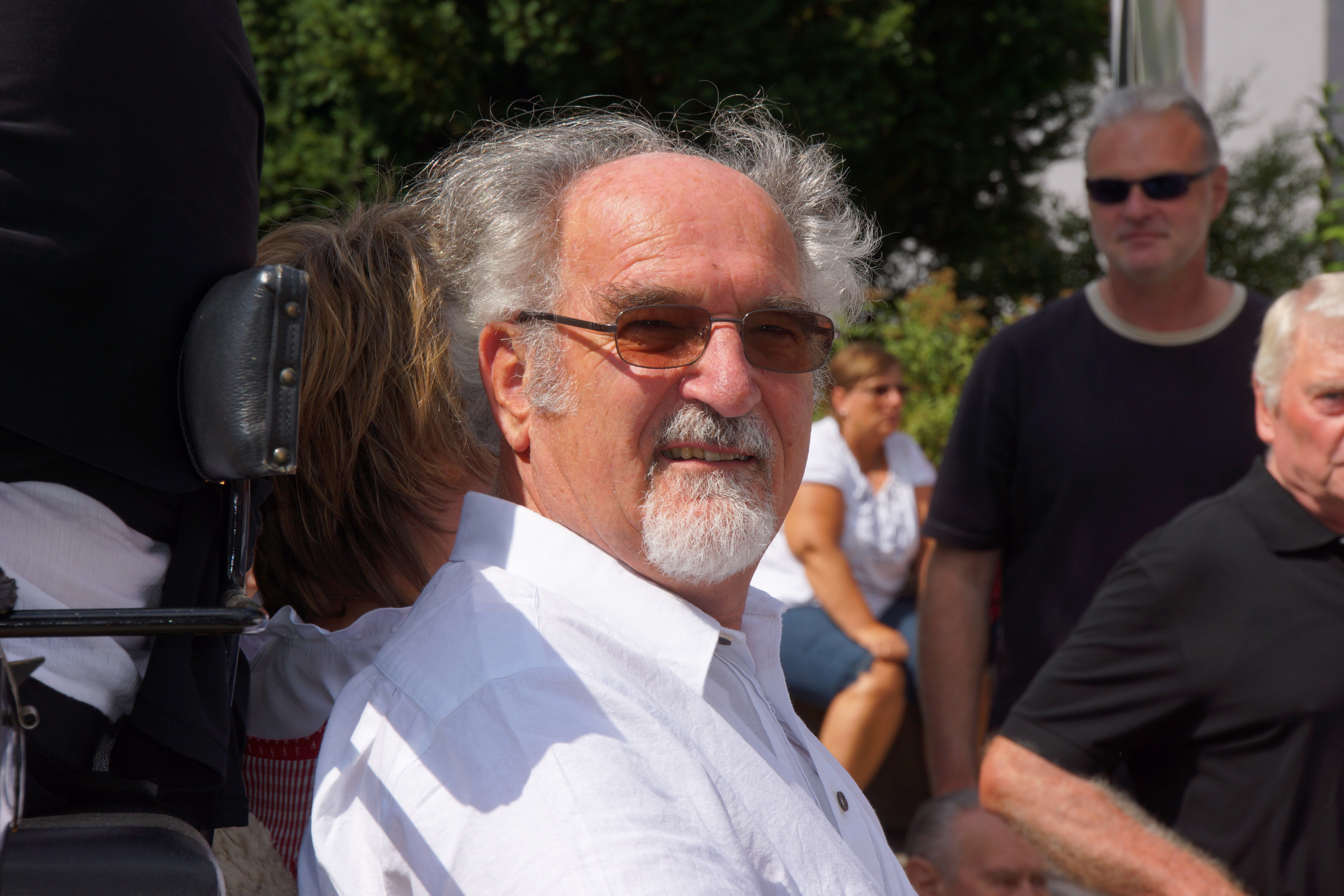
Rudi Bayerl

Rudolf „Rudi“ Bayerl (* 10. März 1942 in Ballertshofen bei Lauterhofen) ist ein Oberpfälzer Heimatpfleger, Sachbuchautor, Mundartdichter und Kommunalpolitiker (UPW/FW Neumarkt).

## Leben
Bayerl ist pensionierter Volksschul- und Sonderschullehrer. Er war zuletzt als Konrektor der Erwin-Lesch-Schule (Förderschule) in Neumarkt in der Oberpfalz tätig.
1974 wurde er zum Kreisheimatpfleger im Landkreis Neumarkt in der Oberpfalz berufen, 1991 zusätzlich zum Stadtheimatpfleger in Neumarkt. Unter anderem setzte er sich für die Sanierung und den Wiederaufbau von Marterln und Feldkreuzen ein, beispielsweise in den Ortsteilen Stauf, Holzheim und Pelchenhofen sowie beim Bildstock „Weiße Marter“ vor der Hofkapelle St. Maria in Weichselstein.
Seit 1975 ist er Mitglied, seit 2004 Vorsitzender des Historischen Vereins für Neumarkt/OPf. und Umgebung e.V., und war in dieser Funktion Mitherausgeber einiger Publikationen. Als Autor und Gründungsmitglied der im Sommer 1981 auf Initiative von Georg Gick gegründeten kleinen Mundartdichtergruppe „Sindlbacher Kreis“ widmet er sich der Pflege von Mundartdichtung. Die Gruppe, der auch Josef Fendl angehört, veröffentlichte vier Gedichtbände mit selbst verfassten Gedichten der Mitglieder in der Reihe Gereimtes und Ungereimtes aus der Oberpfalz. Er ist unter anderem auch Gründungsmitglied der Oberpfälzer Volksmusikfreunde, leitet den von ihm ins Leben gerufenen Volkstanzkreis in Neumarkt und ist Volkstanzbeauftragter des Vereins.
Bayerl ist Mitglied der Wählervereinigung UPW/FW Neumarkt. Er sitzt seit 1984 im Neumarkter Kreistag, zudem seit 1990 auch im Stadtrat und fungiert als Referent für Museum/Denkmäler/Archiv. Unter anderem fielen in seine Amtszeit die Sanierung des Stadtmuseums, die Sanierung des denkmalgeschützten Schreiberhauses (Bräugasse 19) und der Neubau des Stadtarchivs in der Bräugasse 18 mit 360 Quadratmetern Nutzfläche auf vier Ebenen.
Er ist seit 1990 Mitglied im Aufsichtsrat der Stadtwerke Neumarkt in der Oberpfalz, seit 1990 Mitglied in der Zweckverbandsversammlung der Sparkasse Neumarkt i.d.OPf.-Parsberg und seit 2008 Mitglied im Festausschuss. Unter anderem wirkte er 1999 und 2009 bei den Neumarkter Passionsspielen mit und organisierte auch die 1988 und 2009 in Neumarkt ausgetragenen Bayerischen Heimattage.
Von 1996 bis 2014 war er wie auch zeitgleich sein CSU-Kollege Willibald Gailler Stellvertretender Landrat.

## Publikationen (unvollständig)
im Bereich Heimatkunde:
- Vom Ousterbrand zum Pfingstkuttn. In: Schönere Heimat, 77 (1988), 2, Bayerischer Landesverein für Heimatpflege e.V., München 1988, S. 341–344.
- zwei Beiträge zu: Landkreis Neumarkt in der Oberpfalz. Das große Heimatbuch der westlichen Oberpfalz. In Zsarb. mit dem Landratsamt Neumarkt i.d. Opf., Buchverlag der Mittelbayerischen Zeitung, 1993 [2. Aufl. 1997]. ISBN 978-3-927-52998-4
- Exakt erfasst. die Entstehung der Flurnummern bei der ersten bayerischen Grundstücksvermessung am Beispiel der ehemaligen Gemeinde Pettenhofen. In: Jahresbericht des Historischen Vereins für Neumarkt i.d. Opf. und Umgebung. 25 (2007), Neumarkt i.d. Opf., 2007, S. 210–215.
- Flurdenkmäler in der ehemaligen Gemeinde und Gemarkung Pettenhofen (Markt Lauterhofen, Lkr. Neumarkt). In: Beiträge zur Flur- und Kleindenkmalforschung in der Oberpfalz. 31 (2008), Arbeitskreis für Flur- und Kleindenkmalforschung in der Oberpfalz (Hrsg.), Regensburg 2008, S. 28–41.
- Die „Weiße Marter“ gab einem Berg den Namen. In: Schönere Heimat, 98 (2009), 2, Bayerischer Landesverein für Heimatpflege e.V., München 2009, S. 74–75.
- Geheimnisse aus dem Weidenkorb. Kreisheimatpfleger Rudi Bayerl über das Brauchtum im Landkreis. In: Carin Dennerlohr: Da kann ma's aushalten! Günter Moser, Amberg 2010, S. 10–13. ISBN 978-3-935-71964-3
- mit Frank Präger: Neumarkt in der Oberpfalz im Wandel. Herausg. von der Stadt Neumarkt i. d. Opf., Geiger-Verlag, Horb am Neckar 2010. ISBN 978-3-86595-358-2
- Die Burgruine Wolfstein über Neumarkt i.d.OPf. In: Burgen und Sagen aus der Oberpfalz. 4 (1996), herausg. von der Regierung der Oberpfalz und dem Bezirk Oberpfalz, Regensburg 1996, S. 1–4.
- mit Frank Präger: ZeitSprünge. Neumarkt in der Oberpfalz. Sutton Verlag, Erfurt 2013. ISBN 978-3-95400-213-9
- zwei Beiträge zu: Jahresbericht des Historischen Vereins für Neumarkt i.d. Opf. und Umgebung. 27 (2014), Neumarkt i.d. OPf. 2014.
- Nachruf für Dr. Herbert Rädle: *7.10.1934 †14.10.2014. In: Die Oberpfalz 103 (2015), Laßleben, Kallmünz 2015, S. 18–22.
- vier Beiträge zu: Neumarkt. Pfalzgrafenstadt mit Tradition und Zukunft. Oberpfälzer Kulturbund e.V., Stadt Neumarkt i.d. OPf. (Hrsg.), Regensburg 2016, S. 240–249. ISBN 978-3-960-18012-8
- Festschrift zum 125-jährigen Gründungsfest. 03. bis 05. Juni 2016. In: 125 Jahre Feuerwehr Deinschwang, 1891-2016. Hundertfünfundzwanzig Jahre Feuerwehr Deinschwang, 1891–2016. Freiwillige Feuerwehr Deinschwang e.V. (Hrsg.), 2016.
- mit Gabriele Schneider: Flurdenkmäler in Velburg und Umgebung. Stationen der Exkursion bei der AFO-Jahrestagung 2015 und zusätzliche Sehenswürdigkeiten: (Velburg, Landkreis Neumarkt). In: Beiträge zur Flur- und Kleindenkmalforschung in der Oberpfalz / Arbeitskreis für Flur- und Kleindenkmalforschung in der Oberpfalz (AFO). 39. Jahrgang (2016), Regensburg 2016, S. 160–167.
- 50 Jahre Oberpfälzer Volksmusikfreunde im Landkreis. In: 50 Jahre Oberpfälzer Volksmusikfreunde e.V. 2017, S. 63–68.

Gedichtbeiträge:
- zur Reihe Gereimtes und Ungereimtes aus der Oberpfalz des Sindlbacher Kreises (Hrsg.):[5][9]
  - Bevor i wos sog …. Don Bosco Druckerei, Ensdorf 1982.
  - Wouher da Wind waht. Don Bosco Druckerei, Ensdorf 1985.
  - Ja dou schau her. Don Bosco Druckerei, Ensdorf 1996.
  - D’Zeit vagäiht.  Don Bosco Druckerei, Ensdorf 2002.
- zu Vastehst me. Bairische Gedichte aus vierzig Jahren. Herausgegeben von Eva Bauernfeind, Hubert Ettl und Kristina Pöschl, Lichtung Verlag, 2014. ISBN 978-3-941-30609-7

## Ehrungen
- 1997: Landkreismedaille[8]
- 2001: Ehrenpreis beim „Tag der Volksmusik“ in Wildbad Kreuth, Hanns-Seidel-Stiftung[10]
- 2004: Kommunale Dankurkunde[8]
- 2004: Medaille „Für vorbildliche Heimatpflege“[3]
- 2008: Kommunale Verdienstmedaille in Bronze[8]
- 2012: Goldene Stadtmedaille, Neumarkt in der Oberpfalz[3]
- 2016: Nordgaupreis des Oberpfälzer Kulturbundes in der Kategorie „Heimatpflege“[11]
- 2017: Landkreismedaille[7]